# Uffici tecnici di finanza
Gli Uffici tecnici di finanza (abbreviato UTF), anticamente chiamati Uffici Tecnici Imposte di Fabbricazione (UTIF) sono un organismo italiano facente capo all'agenzia delle dogane con il compito di accertamento sulle imposte, ispezione, controllo ed espletamento delle formalità relative all'imposizione indiretta sulla produzione e sui consumi, vigilanza e lotta alle frodi. Svolgono, inoltre, funzioni di consulenza professionale richieste da altri organi dello Stato nelle materie di competenza e concessione della Licenza UTF, una licenza obbligatoria per tutti coloro che vendono alcolici e per chi vendeva olii.

## Storia
Dopo l'Unità d'Italia, il neo Regno d'Italia si pose il problema di come unificare tutti i 25 catasti autonomi appartenenti ai precedenti stati preunitari della penisola. Con l'evolversi dell'organizzazione finanziaria, il 26 settembre 1869 venne emanato il Regio Decreto n.5286, che unificò tutti i catasti in un unico direttivo per ogni provincia, conosciuto come Intendenze di finanza. Il 24 dicembre 1870, con il Regio Decreto n.6151 si dispose la doppia conservazione del catasto presso le Agenzie delle imposte e del catasto e presso le Intendenze.